# Łaziszcze
Łaziszcze – osada wsi Mętno w Polsce. położona w województwie zachodniopomorskim, w powiecie gryfińskim, w gminie Chojna.
W latach 1975–1998 osada administracyjnie należała do województwa szczecińskiego.